# Distant Drums
Distant Drums és un western americà dirigit per Raoul Walsh, estrenat el 1951.

## Argument
1840. El valerós Capità Quince Wyatt, que havia adquirit justa fama de temerari per les seves arriscades lluites en els pantans de Florida, té concertada una cita amb el Tinent Richard Tufts, de la Marina dels Estats Units, per posar-se d'acord en les tàctiques a seguir per resistir amb les seves tropes a les agressions dels bel·licosos i despietats indis seminoles, que els són hostils. Després d'haver destruït un fort seminola, soldats americans i la gent que han salvat de les seves urpes han d'enfrontar els Everglades i els feroços indis que els poblen per retrobar-se en lloc segur.

## Producció
La pel·lícula es va rodar en el cor dels pantans de Florida, en els monuments nacionals del sud-est de Silver Spring i al castell de Sant Marcos.

## Repartiment
- Gary Cooper: Capità Quincy Wyatt
- Mari Aldon: Judy Beckett
- Richard Webb: Tinent Richard Tufts
- Ray Teal: Mohair
- Arthur Hunnicutt: Monk
- Carl Harbaugh: Duprez
- Robert Barrat: General Zachary Taylor
- Clancy Cooper: Sergent Shane
- Larry Carper: El cap O'Cala